# Emmuvere
Koordinaten: 58° 51′ N, 23° 34′ O
Emmuvere (deutsch Immowere) ist ein Dorf (estnisch küla) in der Stadtgemeinde Haapsalu (bis 2017: Landgemeinde Ridala) im Kreis Lääne in Estland.
Der Ort hat fünf Einwohner (Stand 31. Dezember 2011).